# 佩里維爾 (肯塔基州)
佩里維爾（英語：Perryville）是一個位於美國肯塔基州博伊爾縣的城市。

## 地方資料
根據2020年美國人口普查的數據，佩里維爾的面積為2.06平方千米，當中陸地面積為2.02平方千米，而水域面積為0.04平方千米。當地共有人口782人，而人口密度為每平方千米379.61人。